# Puggy
Puggy es una banda integrada por el vocalista y guitarrista inglés Matthew Irons, el bajista francés Romain Descampe y el batería sueco Franzen Egil "Ziggy". Fundada en 2005, el grupo adoptó el estilo pop y el rock acústico. A pesar de sus diferentes orígenes, se ven a sí mismos como un grupo belga, ya que es en este país se conocieron.

## Historia
Puggy es una banda formada en 2005 formada por Romain Descampes, Matthew Irons y Egil "Ziggy" Franzén, que se conocieron en una escuela de jazz en Bruselas. Por esta razón, la banda se considera de nacionalidad belga. Durante los últimos cinco años, Puggy ha realizado giras por todo el mundo, como teloneros de bandas tan prestigiosas como Smashing Pumpkins, Incubus y Deep Purple. Su primer álbum, Dubois Died Today (en español: Dubois murió hoy) fue lanzado por el sello independiente en Talkieo, en junio de 2007. Aparecieron en el programa de televisión francés Taratata, presentado por Nagui, para promover su más reciente álbum. El álbum tiene tres vídeos musicales, las canciones "I Do", "When You Know" y "How I needed you".
La banda ha tenido temas incluidos en la serie de televisión Largo Winch y se ha presentado en vivo en la televisión belga.
Uno de sus temas, We had it made (en Español: Lo que Habíamos Hecho) fue utilizado en España por el Grupo Atresmedia, por el cambio de nombre ocurrido el 6 de marzo de 2013

Puggy actuando en Paris en 2010.

## Discografía

### Álbumes
- Dubois Died Today (2007), Talkieo
- Something You Might Like (2010), Mercury
- To Win the World (2013), Mercury
- Colours (2016), Mercury

### EP
- Cat EP (2004)
- Teaser (2009)